# Valeria Campos
Valeria Rocío Campos Salvaterra (Santiago de Chile, 23 de julio de 1982) es una filósofa y periodista chilena.

## Biografía
Estudió periodismo y filosofía en la Universidad Católica de Chile y en esta misma casa de estudios obtuvo un magíster y un doctorado en filosofía, siendo este último codirigido por la Universidad Complutense de Madrid.
Es académica del Instituto de Filosofía de la Pontificia Universidad Católica de Valparaíso. Sus áreas de trabajo son la fenomenología, ética, teoría política y filosofía del derecho.
En 2024 fue elegida como una de las diez pensadoras latinoamericanas por el periódico español La Vanguardia, junto a Diana Aurenque, Rita Segato, Laura Quintana y Luciana Cadahia.

## Pensamiento
En Violencia y fenomenología, Campos examina la filosofía de Jacques Derrida en diálogo con Edmund Husserl y Emmanuel Lévinas, enfocándose en la relación entre ética, política y la experiencia consciente. Sugiere que las normatividades fenomenológicas que estructuran la experiencia no solo son trascendentales, sino también históricas, ya que surgen de procesos de génesis que mezclan idealidades con elementos fácticos. Esta interacción permite una lectura jurídica de la fenomenología, cuestionando las jerarquías epistémicas que refuerzan la violencia inherente a los sistemas de representación y los discursos normativos.
En Transacciones peligrosas, presenta una crítica sobre la violencia desde la filosofía de Jacques Derrida, donde se continúa explorando la violencia originaria y la economía de la violencia en relación con el lenguaje y la política. A través de “escenas de génesis” que conectan a Derrida con otros pensadores como Karl Marx, Martin Heidegger y Sigmund Freud, expone la interrelación entre violencia, economía y lenguaje. Además, plantea una reflexión sobre la relación entre crítica y deconstrucción, donde Derrida no es considerado un crítico en el sentido kantiano, sino que podría apuntarse a una "otra" crítica, más radical y sin los marcos jurídicos-políticos tradicionales.
En Pensar/comer, Campos desarrolla una reflexión en torno al rol que juega la alimentación en las sociedades, afirmando que “todos nuestros significados se derivan de nuestra experiencia alimentaria”. Más allá de este mismo libro, en numerosos escritos Campos ha destacado que los comportamientos sociales están íntimamente ligados a la tradición gastronómica de los grupos humanos, hecho que se ha subestimado.
La filósofa ha investigado el lugar marginal que tienen en la filosofía temáticas como la alimentación y el gusto como experiencia corpórea.

## Obras seleccionadas

### Libros
- Violencia y fenomenología: Derrida, entre Husserl y Levinas. Ediciones Metales Pesados, 2017. ISBN 978-956-9843-15-0.
- Transacciones peligrosas: economías de la violencia en Jacques Derrida. Pólvora Editorial, 2018. ISBN 978-956-9441-18-9.
- Pensar/comer: Una aproximación filosófica a la alimentación. Herder Editorial, 2023. ISBN 978-84-254-5069-3.

### Capítulos de libros
- Campos Salvaterra, Valeria (2015). "El gran criminal. Violencia, ley y soberanía". En Bórquez, Z. (Ed.) Jacques Derrida. Fenomenología, firma y traducción. Santiago de Chile: Pólvora. Pp. 363-397.
- Campos Salvaterra, Valeria (2018). “The Original Polemos. Phenomenology and Violence in Jacques Derrida”. En Rae, G & Ingala, E. (Eds.) The Meanings of Violence. From Critical Theory to Biopolitics. New York: Routledge.
- Campos Salvaterra, Valeria (2019). “La actualidad de Foucault”. En Fuster, N. & Tello, A.M. (Eds.). Subversión Foucault. Usos teórico-políticos. Santiago: Metales Pesados.
- Campos Salvaterra, Valeria (2021). “Dialéctica de la oscuridad. Sobre la Aufhebung batailliana”. En Masso, J. (Ed.) George Bataille. La transgresión lograda. Madrid: Arena.
- Campos Salvaterra, Valeria (2021). “Cuarentena”. en Espinoza Lolas, R. & Riba, J. (Eds.) 33 conceptos para disolver las medidas político-sanitarias en la pandemia. Barcelona: Terra IgnotaLibros.

### Artículos
- Campos Salvaterra, Valeria (2010). «Los derechos del otro. Un proyecto de refundamentación de los derechos humanos desde la filosofía de Emmanuel Levinas». Pléyade (4): 68-90. ISSN 0719-3696.
- Campos Salvaterra, Valeria (2012). «Eric Weil: miedo de la violencia y la promesa de la filosofía». Pléyade (9): 65-87. ISSN 0719-3696.
- Campos Salvaterra, Valeria (2018). «Peligroso suplemento: Dialéctica y retórica en Aristóteles». Byzantion Nea Hellás (37): 27-48. ISSN 0718-8471.
- Campos Salvaterra, Valeria (2019). «Archi-violencia: génesis de la violência de la génesis en la filosofia de Derrida». Trans/Form/Ação 42 (4): 99-124. ISSN 1980-539X. doi:10.1590/0101-3173.2019.v42n4.06.p99.
- Campos Salvaterra, Valeria (2020). «Crítica, economía, dietética. Derrida, Benjamin y Viveiros de Castro sobre la violencia». Pléyade (26): 115-136. ISSN 0719-3696. doi:10.4067/S0719-36962020000200115.
- Campos Salvaterra, Valeria (2020). «Retóricas de la cocina. La culinaria del discurso de Platón a Lévi-Strauss». REVISTA CUHSO 30 (2): 382-404. ISSN 2452-610X. doi:10.7770/cuhso-v30n2-art1842.
- Campos Salvaterra, Valeria (2021). «Alimentación ontológica e incorporación ética en Levinas». Daimon Revista Internacional de Filosofia (83): 139-152. ISSN 1989-4651. doi:10.6018/daimon.369531.
- Campos Salvaterra, Valeria (2021). «Comer al otro: retoricas de la alimentación: Una lectura del seminario inédito Manger l’autre de Jacques Derrida (1989 - 1990)». Trans/Form/Ação 43: 343-368. ISSN 0101-3173. doi:10.1590/0101-3173.2020.v43n4.22.p343.
- Campos Salvaterra, Valeria (2021). «De cenas y tumbas: Algunas configuraciones retórico-especulativas del Derrida de los 70’s». Revista de filosofía Aurora 33 (60): 1027-1052. ISSN 2965-1565.
- Campos Salvaterra, Valeria (2022). «Herencia e historicidad. De la fenomenología a «la lógica del asedio» en Jacques Derrida». Anuario Filosófico: 125-152. ISSN 2173-6111. doi:10.15581/009.56.1.006.
- Campos Salvaterra, Valeria (2023). «Génesis de la noción de trabajo de duelo en Glas de Jacques Derrida». Anales del Seminario de Historia de la Filosofía 40 (1): 107-119. ISSN 1988-2564.
- Campos Salvaterra, Valeria; Trujillo Correa, Iván (2021). «El por-venir de una recepción: entre la Historia de la mentira y Testimoniar por/para el otro». Revista de Filosofia Aurora 33 (60). ISSN 1980-5934. doi:10.7213/1980-5934.33.060.ET02.
- Vattimo, Gianni; Salvaterra, Valeria Campos (2013). «Violencia, verdad y justicia. Entrevista con Gianni Vattimo». Pléyade (11): 159-168. ISSN 0719-3696.

### Material audiovisual
- Campos Salvaterra, Valeria (2019). Criterios éticos en la alimentación. Ciclo de Charlas Alimentarias 2019 "Diferentes Miradas".
- Campos Salvaterra, Valeria (2020). Dailectofagia. Sociedad Iberoamericana de Estudios Hegelianos.
- Campos Salvaterra, Valeria (2020). El parásito. International Institute for Philosophy and Social Studies.
- Campos Salvaterra, Valeria (2020). Fragmentos críticos - El Discurso de la violencia y la constitución. International Institute for Philosophy and Social Studies.
- Campos Salvaterra, Valeria (2021). Conversación sobre «Toward the Critique of Violence» de Walter Benjamin. Instituto de Filosofía de la Universidad Diego Portales. En colaboración con Matías Bascuñán, Diego Fernández, Francisco Naishtat, Pablo Oyarzun, Carlos Pérez L. y Federico Rodríguez.
- Campos Salvaterra, Valeria (2021). Valeria Campos Salvaterra. Cartografía de Mujeres Filósofas. Departamento de Filosofía de la Universidad de Santiago de Chile.
- Campos Salvaterra, Valeria (2023). Positivismo desde una mirada filosófica. Instituto de Filosofía PUCV.
- Campos Salvaterra, Valeria (2024). Para una crítica material del gusto. Facultad de Psicología de la Universidad de la República.
- Campos Salvaterra, Valeria (2024). Pensando sobre la alimentación. Entrevista con Vicente Villela.

### Traducciones
- Bianchi, Emanuela (2022). La naturaleza en disputa. Physis y eros en el pensamiento antiguo. Valparaíso: Philosophica/Hueders.
- Lezra, Jacques (2022). De la naturaleza de las cosas de Marx. Traducción como necrofilología. Santiago de Chile: Metales pesados.

### Prólogos
- Derrida, Jacques (2021). Fueros y La melancolía de Abraham. Buenos Aires: Katz. Prólogo a la traducción española: “Este Abraham y el otro”.
- Bianchi, Emanuela (2022). La naturaleza en disputa. Physis y eros en el pensamiento antiguo. Valparaíso: Philosophica/Hueders. Prólogo.